# Diploma de Carlemany del juny del 799
El diploma de Carlemany del juny del 799 és una donació reial de Carlemany de terres i beneficis a l'abadia d'Aniana, feta a Benet d'Aniana, després de la tasca d'aquest a Urgell contra l'adopcionisme. Benet d'Aniana va visitar al rei i aquest li va testimoniar la seva estimació i consideració en un diploma datat a Aquisgrà el juny del 799 en la que cedia al monestir d'Aniana diverses terra no cultivades del domini entre altres el lloc de Juvignac, anomenat antigament Fontagricole, on Benet i els seus monjos havien construït a la riba del rierol Léro un petit monestir o priorat que havien batejat com Celleneuve. Juvignac i Celleneuve van conservar aquestos noms i el rierol el va canviar a la Mousson. Al mateix temps Carlemany acordà à l'abadia d'Aniana uns terrenys no cultivats anomenats Porcarias, que havien estat donat a Benet pels comtes (segurament de Narbona) i els fidels del veïnatge, els quals estaven situats entre l'estany i la mar o sigui a la península de Cette; tanmateix va confirmar a l'abadia la possessió d'un altre petit monestir construït també sota direcció de Benet anomenat Asograde o Sograde, els límits del qual foren fixats per Leidrat de Lió (en la seva condició de missi dominici) fent plantar creus de marbre a manera de fites als llocs adients.